# Ferdinand F. Leimkuhler
Ferdinand Francis Leimkuhler (* 31. Dezember 1928) ist ein US-amerikanischer Wissenschaftler, der auf dem Gebiet der Informations- und Bibliothekswissenschaft und der Operations Research gearbeitet hat.

## Leben
Leimkuhler studierte bis 1952 Ingenieurwissenschaften an der Johns Hopkins University, arbeitete anschließend in der Industrie und kehrte dann in den Universitätsbetrieb zurück. Seit 1961 war er an der Purdue University in West Lafayette tätig. 1962 erlangte mit einer Arbeit zur Operations Research An Operations Research Study of the Potential Accident Experience and Total Cost of Truck Shipments of Highly Radioactice Materials den akademischen Grad Doctor of Engineering. Seit 1969 war er Leiter der School of Industrial Engineering der Purdue University.
Sein Forschungsinteresse galt speziell der Verknüpfung der Operations Research mit der Informations- und Bibliothekswissenschaft, wobei er auch mit Philip M. Morse zusammenarbeitete. Seine am meisten beachteten wissenschaftlichen Veröffentlichungen sind die Untersuchungen zu bibliometrischen Verteilungen: Bradfords Gesetz, Lotkas Gesetz und Zipfsches Gesetz. Nach seiner Emeritierung publizierte er 2009 ein Buch zur Geschichte der Wirtschaftsingenieure an der Purdue University.

## Schriften (Auswahl)
- Ferdinand F. Leimkuhler: The Bradford distribution. In: Journal of Documentation. Band 23, Nr. 3, 1967, S. 197–207, doi:10.1108/eb026430.
- Ferdinand F. Leimkuhler: A literature search and file organization model. In: American Documentation. Band 19, Nr. 2, 1968, S. 131–136, doi:10.1002/asi.5090190205.
- Ferdinand F. Leimkuhler: ASIS distinguished lecture – 1972: Operations research and information science – a common cause. In: Journal of the American Society for Information Science. Band 24, Nr. 1, 1973, S. 3–8, doi:10.1002/asi.4630240102.
- Philip M. Morse, Ferdinand F. Leimkuhler: Exact solution for the Bradford distribution and its use in modeling informational data. In: Operations Research. Band 27, Nr. 1, 1979, S. 187–198, doi:10.1287/opre.27.1.187.
- Ferdinand F. Leimkuhler: An exact formulation of Bradford's law. In: Journal of Documentation. Band 36, Nr. 4, 1980, S. 285–292, doi:10.1108/eb026699.
- Ferdinand F. Leimkuhler: The practice of operations research in libraries. In: Collection Management. Band 3, Nr. 2–3, 1980, S. 127–138, doi:10.1300/J105v03n02_02.
- Ye-Sho Chen, Ferdinand F. Leimkuhler: A relationship between Lotka's law, Bradford's law, and Zipf's law. In: Journal of the American Society for Information Science. Band 37, Nr. 5, 1986, S. 307–314.
- F. Leimkuhler: An Enduring Quest: The Story of Purdue Industrial Engineers. Purdue University Press, West Lafayette 2009, ISBN 978-1-55753-544-3, S. 290.